# یواس‌اس کلینتون (۱۸۶۴)
یواس‌اس کلینتون (۱۸۶۴) (به انگلیسی: USS Clinton (1864)) یک کشتی بود که طول آن ۵۸ فوت ۸ اینچ (۱۷٫۸۸ متر) بود.